# Queste del Saint Graal
Die Queste del Saint Graal (neufranzösisch: Quête du Saint-Graal; deutsch: Die Suche nach dem heiligen Gral) ist ein altfranzösischer Prosaroman von 300 Seiten aus dem frühen 13. Jahrhundert. Er ist Teil des Prosa-Lancelot (neuerdings Vulgata-Zyklus). Der Text existiert in zahlreichen Handschriften. Er wurde mehrfach herausgegeben sowie ins Neufranzösische übersetzt, daneben ins Englische und Italienische. Eine mittelhochdeutsche Übersetzung existiert seit der Mitte des 13. Jahrhunderts. Sie wurde 2004 (samt ihrer Weiter-Übersetzung ins heutige Deutsch) herausgegeben.
Die Ideologie des Textes unterscheidet sich von den anderen Teilen des Prosa-Lancelot. Ihre Herkunft ist umstritten. Ein Teil der Forschung sieht den Text seit den 1920er Jahren als Zisterzienser-Roman. Neueste Forschung betont stärker seinen häretischen Charakter und will ihn der Katharer-Bewegung zuordnen.

## Inhalt

### Vorgeschichte in Camelot
1.1. Lancelot schlägt Galahad zum Ritter
Aus der Mitte der in Camelot versammelten Ritter der Tafelrunde wird durch eine berittene junge Frau Lancelot herausgerufen und zu einem Kloster geführt, wo er seine Vettern Bohort und Lionel schlafend vorfindet. Dazu tritt, in Begleitung dreier Nonnen, der im Kloster aufgezogene Galahad, Sohn der Tochter des Fischerkönigs. Er sieht Lancelot sehr ähnlich. Am nächsten Morgen wird er von Lancelot zum Ritter geschlagen, weigert sich aber, Lancelot und die Vettern zur Tafelrunde zurückzubegleiten.
1.2. Der gefährliche Stuhl
Unter den Stühlen, die um den runden Tisch stehen, ist der gefährliche Stuhl mit der Aufschrift: „454 Jahre nach Christi Passion soll dieser Stuhl seinen Herrn finden.“
1.3. Das Schwert im Stein
Der Wunsch von König Arthur, sogleich zu essen, wird von Seneschall Kay durchkreuzt, der ihn an die Gewohnheit erinnert, an hohen Festen nicht ohne vorheriges Abenteuer zu tafeln. Schon wird gemeldet, dass vor dem Schloss ein großer Steinklotz auf dem Wasser schwimmt. Die Ritter finden den inzwischen am Ufer liegenden Stein aus rotem Marmor mit einem darin steckenden Schwert und der Aufschrift: „Nur der, für den ich bestimmt bin, kann mich herausziehen und zeigen, dass er der beste Ritter auf der Welt ist.“ Der von König Arthur für den besten Ritter gehaltene Lancelot lehnt den Auftrag zum Herausziehen ab, weil er seine Schwäche kennt. Auch des Königs Neffe Gawain, der sich Lancelot unterlegen fühlt, lehnt zuerst ab, beugt sich dann zwar dem Willen des Königs, scheitert aber. Lancelot weissagt ihm darauf, dass er eines Tages Opfer dieses Schwertes sein wird, was den König betrübt. Als auch der vom König aufgeforderte Parzival scheitert, wird die „aventure“ beendet, und Kay bittet zu Tisch.
1.4. Ankunft des Galahad
Zwischen zwei Gängen gehen plötzlich alle Türen und Fenster von selbst zu und, hereingeführt von einem weiß gekleideten Alten, tritt ein Ritter in rotgoldener Rüstung herein, der dem König als Nachfahre Davids und des Josef von Arimathäa vorgestellt wird und der als ersehnter Ritter Galahad den außergewöhnlichen Ereignissen der letzten Zeit ein Ende setzen wird. Der Alte führt ihn zum gefährlichen Sitz, dessen Aufschrift inzwischen lautet: Dies ist der Sitz des Galahad. Galahad setzt sich darauf, dankt dem Alten und bittet ihn, seinem Onkel König Pelles und dem Fischerkönig in der heiligen Wohnstatt seine baldige Ankunft zu melden. Unter Verweigerung weiterer Erklärungen verlässt der Alte den Hof.
1.5. Galahad zieht das Schwert aus dem Stein
Galahad, von dem der Leser erst jetzt erfährt, dass er Lancelots Sohn ist, wird von allen umringt. Die Frauen hoffen, dass er den König Mehaignié heilen kann. Galahad erklärt dem König, dass er gekommen ist, weil die Gralssuche eben von diesem Schloss ausgehen muss. Er, der ohne Schwert gekommen ist, zieht mühelos das Schwert aus dem Stein und steckt es in seine leere Scheide. Der noch fehlende Schild soll später gefunden werden.
1.6. Galahad siegt im Turnier. Das Erscheinen des Grals
Inzwischen kommt eine junge Frau geritten und erklärt Lancelot den Verlust seiner Position als bester Ritter, womit Lancelot übereinstimmt. Zusätzlich kündigt sie dem König das Erscheinen des Grals und die damit verbundene Sättigung der Ritter an, worauf der König ein letztes Turnier vor der Gralssuche anberaumt, um sich von der Überlegenheit Galahads zu überzeugen. Auch ohne Schild besiegt Galahad alle anderen (mit Ausnahme von Lancelot und Parzival). Beim nunmehrigen Abendessen schwebt unter herrlichen Düften bei Donner und blendender Helligkeit der mit weißer Seide verdeckte Gral herein, setzt jedem sein Lieblingsessen vor und verschwindet.
1.7. Auszug der Ritter zur Suche des Grals
König Arthur legt das Ereignis als Liebesbeweis des Herrgotts aus, der sie am Pfingstfest mit seiner Gnade gesättigt hat. Da der Gral verdeckt war, hat die – nun zuerst von Gawain geschworene – Suche nach ihm das Ziel der klaren Schau auf das heilige Objekt. Der Einsiedler Naszian erklärt dem vor Abschiedsschmerz weinenden König und allen Damen, dass es hier um Gottesgeheimnisse geht und dass den Damen die Begleitung der Ritter nicht erlaubt ist. Nach Besuch der Messe schwören die Ritter, nicht ohne Kenntnis der Geheimnisse zurückzukommen, mindestens aber ein Jahr und einen Tag abzuwarten. Die Königin sieht Lancelot unter Schmerzen scheiden und empfiehlt ihn „dem, der sich auf dem heiligen Kreuz hat foltern lassen, um die Menschheit vor dem ewigen Tod zu retten.“ Freudig ziehen die Ritter ab, Galahad immer noch ohne Schild. Ein letzter Abschied gilt dem König unter einem Wegkreuz, dann verbringen sie die Nacht im Schloss des Vagan, um sich am nächsten Morgen (nach Besuch der Messe) zu trennen. Jeder geht seinen eigenen Weg.

### Die Abenteuer
2.1. Galahad
2.1.1.      Bagdemagus Unglück mit dem Schild
Galahad trifft in einer Zisterzienserabtei (Abtei der weißen Mönche) auf König Bagdemagus und Iwein den Bastard. Sie setzen sich im Obstgarten des Klosters unter einen Baum. Im Kloster gibt es hinter dem Altar einen Schild (weiß mit rotem Kreuz und Wohlgeruch verbreitend), der jedem Besitzer Unheil bringt. Bagdemagus nimmt den Schild an sich, wird aber vor einer Einsiedelei von einem weißen Ritter besiegt, der sich – die Namensangabe verweigernd – als Sendbote des Herrgotts ausgibt und den Knappen des Königs anweist, den Schild dem „Soldat Christi“ Galahad zu bringen und ihn zu bitten, selbst an diesen Ort zu kommen. Bagdemagus kehrt mit dem Knappen zum Kloster zurück und wird dort medizinisch versorgt. Galahad reitet mit dem Knappen und dem Schild fort, trifft den weißen Ritter und bittet um Aufklärung über den Schild. Er erfährt folgendes:
2.1.2.      Die Erzählung von der Herkunft des Schildes
42 Jahre nach dem Tod Christi verließ der edle Ritter Josef von Arimathäa auf Gottes Geheiß mit seiner Familie Jerusalem und kam in die Stadt Sarras des heidnischen Königs Evalach, der mit dem (Anspruch auf sein Reich erhebenden) Tholomer im Kriege lag. Josaphat, Sohn des Josef von Arimathäa, warnte Evalach, klärte ihn über das Neue Testament auf und riet ihm, in der größten Schlachtnot den Schild zu entblößen und das Kreuz mit dem blutenden Gekreuzigten zu zeigen. Evalach tat so, siegte und vermittelte das Evangelium an sein Volk. Sein Schwager Naszian ließ sich taufen. Während der Taufe geschah das Wunder der abgeschlagenen Hand, die sich wieder an den Arm des Opfers setzte, nachdem der Mann das Kreuz berührt hatte. Und das Kreuz ging vom Schild auf den Arm des Mannes über. Da wurde Evalach Soldat Christi und hütete fortan den Schild.
Auf dem Weg von Sarras nach Großbritannien fielen Josaphat und sein Vater in die Hände eines grausamen Königs, der sie zusammen mit zahlreichen weiteren Christen einsperrte. Als König Mordrain/Evalach davon erfuhr, rückte er mit seinem Schwager gegen Großbritannien vor, siegte und bekehrte das ganze Land zum Christentum. Evalach und Naszian blieben bei dem so geliebten Josaphat und als dieser im Sterben lag, bat ihn Evalach, ihm ein Andenken zu hinterlassen. Josaphat ließ Evalachs Schild herbeibringen, bekam Nasenbluten und zeichnete mit seinem Blut ein Kreuz auf den Schild, das nicht verwischt werden konnte, denn niemand durfte ungestraft den Schild benutzen, außer eines Tages der gute Ritter Galahad als letzter Nachkomme Naszians und als tapferster und tugendhaftester der Ritter. Und wo konnte Galahad den Schild finden? Am Grabe des Naszian, fünf Tage nach seiner Aufnahme in den Ritterorden. Und so ist es gekommen, denn in dieser Abtei ist Naszian begraben.
2.1.3.      Die Ritterleiche im Grab
Auf Bitten des Knappen kehrt Galahad mit ihm zum Kloster zurück, um ein weiteres Abenteuer zu bestehen. Denn auf dem Klosterfriedhof erschallt eine Stimme, die jeden lähmt, der hinzutritt. Galahad, der von der Stimme angesprochen wird und der in der Stimme den Teufel erkennt, tritt furchtlos näher. Die Stimme sagt: „Galahad, heiliges Geschöpf, so viele Engel sind um dich, dass ich weichen muss.“ Im Grab liegt die Leiche eines Ritters in voller Rüstung. Was soll Galahad tun? Die Mönche raten, die Leiche nicht anzutasten. Der Geschichtenerzähler aber rät zur Entfernung, was auch geschieht, und klärt dann auf über den Hintergrund des Geschehens. Während der Knappe sich auf seinen Ritterschlag vorbereitet, erklärt der Alte den Sinn der Ereignisse:
Die schwere Steinplatte, die vom Leichnam wegzuwälzen war, bedeutet die Herzensverhärtung, die vor der Geburt des Heilands auf der Erde herrschte. Deshalb schickte Gott Vater zur Aufweichung und Milderstimmung der Herzen seinen Sohn. Und parallel dazu soll Galahad heute „erlösen“. Seit 20 Jahren wird er von Propheten angekündigt als Befreier von dem Ungemach im Reiche Logres (des Locrinus). Der Leichnam bedeutet die sündenbeladene Menschheit, das Grab die Herzenshärte der Juden, und die Stimme bedeutet den Spruch der Juden vor Pontius Pilatus: „Sein Blut komme über uns und unsere Kinder“, was ihren Untergang bewirkte. Galahad, der jungfräulich ist und von Sünden rein, konnte als einziger den Teufel bezwingen.
2.2. Meliant
Am andern Morgen wird der Knappe zum Ritter geschlagen und nennt seinen Namen: Meliant, Sohn des Königs von Dänemark. Da die diesbezügliche erste Bitte des neuen Ritters nicht abgeschlagen werden kann, darf er Galahad begleiten. Nach einer Woche kommen sie an einem Dienstagmorgen zu einem Kreuz an einer Weggabelung. Die Inschrift erklärt, dass der linke Weg nur von den Besten begangen werden kann und dass der rechte zum baldigen Tod führt. Meliant wählt den linken Weg und Galahad den rechten.
Meliant stößt auf einen gedeckten Tisch mit einem Thron davor, auf dem eine Krone liegt. Er nimmt sich die Krone und reitet davon. Ein Ritter taucht auf und verlangt die Rückgabe der Krone. Es kommt zum Kampf. Meliant wird schwer verletzt und verliert die Krone. Galahad stößt zufällig auf Meliant, der ihn bittet, zum Sterben in ein Kloster gebracht zu werden. Da taucht Meliants Besieger wieder auf, wird aber von Galahad besiegt, wie auch ein Zweiter, der mit abgeschlagener Hand entflieht. Wieder bittet Meliant, in ein Kloster gebracht zu werden, diesmal mit der Hoffnung auf dortige Heilung. Im Kloster beichtet er, bereut und kommuniziert. Ein Mönch erklärt ihm den Sinn der durchlebten Ereignisse:
Am Scheideweg bedeutete der rechte Weg den christlichen Weg der Frömmigkeit, der linke den Weg der Sünde. Diesen hat Meliant aus Stolz und Überheblichkeit gewählt. Die Krone hat er aus Stolz und Begier genommen, und dass er überhaupt noch lebt, verdankt er dem Kreuzzeichen, das er vor dem Kampf gemacht hat. Aus all dem sollte er lernen. Galahad aber hat als sündenreiner Ritter den Kampf gewonnen.
2.3. Galahad befreit die Jungfrauen
Galahad bricht am anderen Morgen (nach der Messe) auf. Tage vergehen ohne besondere Ereignisse, bis er eines Morgens, auf der Suche nach einer Messe, auf einem Berg eine Kapellenruine erreicht. Er wird von einer Stimme aufgefordert, zum Jungfrauenschloss zu reiten und dort die Sitten zu reformieren. Er findet das Schloss am Fluss Severn, und ein Alter erklärt ihm, hier herrsche mitleidlose Grausamkeit. Galahad trifft beim Weiterreiten auf sieben Jungfrauen zu Pferd, die ihn warnen. Er lässt sich nicht aufhalten und trifft auf einen Knappen, der nach kurzem Gespräch sieben Ritter, allesamt Brüder, herbeiholt, die ihn gemeinsam angreifen. Er schlägt sie alle nach hartem Kampf in die Flucht. An der Zugbrücke des Schlosses übergibt man ihm die Schlüssel. Er ist jetzt Schlossherr. Im Innern trifft er auf eine große Menge Jungfrauen, die ihm für die Befreiung danken und ihn bitten, er solle alle Ritter der Gegend zwingen, die hier gepflegte Sitte nie wieder zu beachten. Ein Priester erklärt ihm dann, um welche Sitte es sich handelt:
Herr des Ortes war einst Lynor, doch die sieben Ritter, die es auf seine Töchter abgesehen hatten, töteten ihn und einen seiner Söhne und bemächtigten sich der ganzen Gegend. Einer Weissagung wegen schlossen sie alle Jungfrauen ein, deren sie habhaft werden konnten.
Galahad setzt die Nachkommen des Herzogs zum Nachfolger ein und befestigt ihre Herrschaft. Über die sieben Ritter erfährt er, dass sie von Gawain, dessen Bruder Gaheris, sowie Iwein besiegt und getötet wurden. Dann reist er weiter, doch der Erzähler wendet sich nun Gawain zu.
2.4. Gawains missratene Beichte
Auf der Suche nach Galahad kommt Gawain in das Kloster, wo Meliant gepflegt wird. Dort sagt ihm einer der Mönche unverblümt, er tauge nicht zum Gefährten Galahads, weil er zu hinterhältig und zu böse sei, was ihm Gawain bestätigt. Nachdem auch sein Bruder Gaheris dazugestoßen ist und die beiden am anderen Morgen nach der Messe aufbrechen, treffen sie auf Iwein, der noch kein Abenteuer erlebt hat, und ziehen zum Jungfrauenschloss, wo sie auf die sieben Brüder treffen und sie (wie dem Leser schon bekannt) allesamt töten. Das Schloss verfehlen sie und trennen sich wieder. Gawain reitet zu einer Einsiedelei, deren Insasse gerade die Vesper singt. Der Einsiedler nimmt ihn für die Nacht auf und bietet ihm an, ihm die Beichte abzunehmen. Er, der seit vier Jahren nicht gebeichtet hat, beichtet. Der Beichtiger hält ihm vor, die Pflichten des Ritters (Gott dienen, die Kirche verteidigen, Gott seine Seele weihen) verraten zu haben. Es war auch falsch, die sieben besiegten Ritter zu töten, statt ihnen die Chance zur Reue zu lassen. Und die tiefere Bedeutung der Ereignisse ist folgende:
Das Jungfrauenschloss bedeutet die Hölle, in der die Seelen der Gerechten (die Jungfrauen) vor Christi Erlösungstat zu Unrecht eingesperrt waren, weil die sieben Todsünden (die sieben Ritter) in der Welt jede Gerechtigkeit unmöglich machten. Galahad aber, der von Gott gesandte Ritter, handelt nach dem Vorbild Christi.
Der Einsiedler mahnt Gawain zur Buße und verweist ihn auf die Barmherzigkeit Gottes. Gawain aber fühlt sich zur Umkehr unfähig. Er trifft noch Aglovale (Bruder des Parzival) und Girflet (Sohn des Königs Do), trennt sich aber nach vier Tagen wieder von ihnen. Der Erzähler geht wieder zu Galahad über.
2.5. Lancelot
2.5.1.      Lancelot erkennt seine Sündhaftigkeit
Galahad trifft im finsteren Wald bei einer Reklusenzelle auf Lancelot und Parzival, die ihn aber nicht erkennen und deshalb angreifen. Sie können ihn nicht bezwingen, er flieht, und sie trennen sich, denn Lancelot will ihn verfolgen, während Parzival zur Reklusen zurückkehrt. Der Erzähler folgt nun zuerst Lancelot.
Lancelot trifft auf eine alte Kapelle, die durch ein Gitter vor seinem Eindringen geschützt ist. Er legt seine Waffen ab und schläft ein. Im Schlaf erlebt er folgende Szene: Ein auf der Bahre getragener kranker Ritter wird von dem an Lancelot vorbeischwebenden Gral (dem „heiligen Gefäß“) geheilt. Die Bahrenträger erklären sich Lancelots Nicht-Aufwachen durch eine ungesühnte Sünde und betrachten ihn als „schlechten Ritter“. Sie nehmen dem Schlafenden Waffen und Pferd weg. Der geheilte Ritter, dessen Name nicht genannt wird, geht nun ebenfalls auf die Suche nach dem Gralswissen: Wie kam der Gral nach England? Und warum erscheint er überall in Logres?
Als Lancelot gänzlich erwacht, sagt eine Stimme zu ihm: „Lancelot, härter als Stein, bitterer als Holz, nackter als ein Feigenbaum, wie kannst du es wagen hier zu bleiben, wo der Gral sich gezeigt hat?“ Als Reaktion fühlt sich Lancelot entehrt und leidet unter dem Nicht-Verstehen der drei auf ihn gemünzten Vergleiche. Er wird sich seiner Sündhaftigkeit bewusst. Er hat sich, so weiß er, immer der luxuria und abiectio dieser Welt ergeben.
2.5.2.      Lancelot erzählt seine Sünde und verspricht Keuschheit
Seine Wanderung ohne Waffen führt ihn zu einer Einsiedelei, wo der Priester gerade die Messe liest (angetan mit den „Waffen des Herrn“).  Lancelot gibt sich ihm zu erkennen als Lancelot vom See, Sohn des Ban von Benoïc. Der Priester mahnt ihn, sich seiner von Gott erhaltenen Gaben (Tapferkeit und Schönheit) und seiner Reputation (als Tapferster und Schönster) würdig zu erweisen. Er gemahnt ihn (gemäß Matthäus 25, 19–30) nicht ein unnützer Knecht zu sein, sich vielmehr vom Feuer des Evangeliums entflammen zu lassen, damit er andere damit anstecken kann. Als Lancelot seiner Verzweiflung offen Lauf lässt, hält er ihm die Liebe dessen vor Augen, der gesagt hat: „Ich bin der Weg, die Wahrheit und das Leben“ und dessen Kreuzigungsbild man lesen muss als Aufnahme aller „mit offenen Armen“. Der Reuige wird nicht abgewiesen. Nach innerem Kampf ringt sich Lancelot zu folgendem Geständnis durch: Ursprung seiner Sünde ist die Königin Guinevere, Gemahlin von König Arthur, die er sein ganzes Leben lang geliebt hat, der er alles verdankt, was er hat und was er getan hat, seinen Reichtum, sein gutes Leben, sogar seine Großzügigkeit armen Rittern gegenüber. Dann erzählt er dem Einsiedler, was ihm als Letztes widerfahren ist und schwört, nie wieder die Todsünde mit der Königin zu begehen, noch mit irgendeiner anderen Frau. Der Einsiedler deutet ihm seinerseits die drei Vergleiche, die er über sich gehört hat:
Härter als Stein, weil noch größerer Sünder (Stein) als alle anderen. Denn aus dem Stein hat Moses noch Wasser herausgeholt, mit ihm aber ist gar nichts mehr anzufangen. Bitterer als Holz, weil ohne jede Milde, nur noch voll Bitterkeit. Nackter als ein Feigenbaum, weil der von Christus verfluchte Feigenbaum zwar keine Früchte, aber wenigstens Blätter hatte, während er ohne gute Taten (ohne Blätter) dasteht.
Lancelot sieht seine Schuld ein und verspricht, künftig in Keuschheit zu leben und nicht mehr zu sündigen. So erhält er die Absolution. Damit geht der Erzähler zu Parzival über.
2.6. Parzival
2.6.1.      Parzival bei seiner Tante
Parzival der Waliser kehrt zur Reklusen zurück, die sich als seine Tante erweist. Sie lebt übrigens nicht allein, sondern mit Gefolge, auch ein Priester ist am Ort. Am andern Morgen bittet Parzival seine Tante um Aufklärung über den Ritter Galahad, dem er auch mit Lancelots Hilfe nicht beikommen konnte und den er nun stellen will. Die Rekluse rät ab. Denn er gehört zu dem Dreigestirn, das für den Erfolg der Suche ausersehen ist, zwei jungfräuliche Ritter (er und Galahad), sowie ein keuscher (Bohort de Ganis der Jüngere). Sie gibt sich fernerhin zu erkennen als Königin des finsteren Waldes, die sich zurückgezogen hat. Parzival erkennt sie wieder und fragt nach seiner Mutter. Die aber ist vor Kummer über seinen Ausritt gestorben, kurz nachdem sie gebeichtet hatte.
Die Tante erklärt, dass Galahad eben der Ritter mit der rotgoldenen Rüstung ist und setzt zu einer Erklärung über die drei wichtigsten Tische der Weltgeschichte an:
a)     Der Tisch des letzten Abendmahls
b)     Der Gralstisch, an dem zur Zeit von Josef von Arimathäas Ankunft in Großbritannien eine durch den Gral bewirkte neuerliche wunderbare Brotvermehrung stattfand. Einer der Sessel war für Josaphat reserviert, der als Herr und Meister eingesetzt war. Als sich einer seiner neidischen Verwandten in den Sessel setzte, wurde er von der Erde verschlungen. Der Sitz mit dem Namen „der Gefürchtete“ blieb deshalb unbesetzt.
c)      Der dritte Tisch ist der Runde Tisch, den Merlin nach der Rundheit der Erde und des Universums konzipiert hat. An ihm zu sitzen ist die größte Freude jedes Ritters. Hier herrscht ein Klima der zärtlichen Brüderlichkeit. Merlin hat auch den Erfolg der Gralssuche durch die drei genannten Ritter vorhergesagt, von denen einer, der seinen Vater an Stärke überragt, entscheidend sein wird. Und Merlin hat für diesen „Guten Ritter“ einen übergroßen Sessel angefertigt, den gefährlichen Sessel.
Warum aber kam der Gute Ritter in rotgoldener Rüstung? Weil er kam wie am Pfingstfest der Heilige Geist, nämlich in Feuerzungen. Feuer ist rotgolden. Die Türen waren verschlossen wie an Pfingsten, und die Ankunft war gleichermaßen überraschend. Da begann die Suche nach dem Gral und der (hier zum ersten Mal erwähnten Lanze).
Parzival hat nun begriffen, dass er den Guten Ritter nicht bekämpfen darf. Um ihn zu finden, rät die Tante, zuerst zum Schloss Got zu reiten, wo eine seiner Cousinen wohnt, die ihm weiterhelfen kann. Wenn nicht, soll er sich nach Corbenic zu König Méhaigné (dem Lahmen) begeben, wo man mehr weiß.
Die Tante lehrt ihn noch, wie wichtig es ist, dass er seine Unschuld bewahrt, denn außer Galahad und ihm haben alle anderen Ritter der Tafelrunde ihre Unschuld verloren. Sie berichtet auch, warum sie zurückgezogen lebt, nämlich aus Angst vor dem Kriegsgegner ihres Mannes, dem König Libran, vor dem sie nach ihres Mannes Tod geflohen ist und sich mit Gefolgschaft hier in einer Zelle hat einschließen lassen. Ihr Sohn Diabiaus ist zu König Pelleas gegangen, Parzivals Verwandten, und Ritter geworden.
2.6.2.      Parzivals Begegnung mit Mordrain
Auf der Suche nach Diabiaus stößt Parzival tief im Wald auf eine befestigte Abtei. Dort erlebt er bei der morgendlichen Messfeier einen wundenübersähten Alten (geschätztes Alter: 300 Jahre) mit einer Königskrone auf dem Kopf in einem Bett, der bei der Wandlung ruft: „Herr, vergiss nicht, was du mir versprochen hast!“ Auf Nachfrage erklärt ihm ein Mönch folgendes:
Als Josef von Arimathäa nach England kam, herrschte dort der böse König Crudel. Er nahm Josaphat mit 100 Gefährten gefangen und gab ihnen 40 Tage nichts zu essen. Sie aber wurden auf wunderbare Weise vom Heiligen Gefäß (Gral) ernährt, das sie bei sich hatten. Dies erfuhr Mordrain (Evalach) in Sarras bei Jerusalem, der Josaphat und seinem Schwager Seraphat die Rettung vor dem Angriff Tholomers verdankte. Mordrain segelte mit einer Armee nach England, tötete Crudel und befreite Josaphat. Er selbst war vom Kampf mit Wunden übersäht, spürte sie aber nicht. Mordrain beging den Fehler, sich aus Neugier dem Gral zu sehr zu nähern. Er wurde blind und gelähmt. Eine Stimme versprach ihm jedoch die Erfüllung seines Wunsches, nicht zu sterben, bevor der Gute Ritter zu ihm kommt und er geheilt wird. Das war vor 400 Jahren. Seitdem lebt er ausschließlich von der Kommunion und wartet, wie der greise Simeon im Tempel auf Jesus Christus wartete.
2.6.3.      Parzival ohne Pferd
Parzival reitet weiter und stößt auf 20 Bewaffnete, die einen Toten auf der Bahre tragen. Als er sich zur Tafelrunde zugehörig erklärt, wird er angegriffen. Er wäre unterlegen, wäre nicht Galahad (mit den rotgoldenen Waffen) aufgetaucht, der die 20 in die Flucht schlägt, dann aber wieder verschwindet. Parzival hat jetzt kein Pferd mehr. Er begibt sich zu Fuß auf die Suche nach Galahad. Er stößt auf einen Knappen mit zwei Pferden, doch der verweigert ihm die Ausleihe eines Pferdes. Parzival will unbedingt ein Pferd, aber nicht ohne Zustimmung des Knappen. In seiner Verzweiflung (denn seinen Retter zu finden, geht ihm über alles) bittet er gar den Knappen, ihn zu töten, doch der entzieht sich durch Flucht. Da kommt ein fremder Ritter vorbei, und dies auf dem zweiten Pferd des Knappen. Der taucht auch wieder auf, denn der Fremde hat ihm das Pferd gestohlen. Er ist nun bereit, Parzival sein eigenes Pferd zu überlassen, um damit dem Fremden das offenbar kostbare Pferd wieder abzujagen, und selbst zu Fuß nachzukommen. Parzival stellt den Fremden, der aber tötet ihm das Pferd des Knappen und entzieht sich einem weiteren Kampf. Parzival irrt verzweifelt im Wald herum und schläft schließlich vor Müdigkeit ein.
2.6.4.      Parzival und der Teufel
Als er um Mitternacht erwacht, steht eine Frau vor ihm und fragt ihn mit „schrecklicher“ Stimme, was er hier treibe. Die Frau ist bereit, ihm ein gutes Pferd zu geben, wenn er sich ihr unterwirft. Parzival, der nicht ahnt, dass er mit dem Teufel zu tun hat, ist einverstanden. Das Pferd ist von erschreckender Schwärze. Die Frau erinnert ihn an seine Schuld ihr gegenüber und lässt ihn davonreiten. Als er sich einmal in finsterer Nacht am Ufer eines breiten Stroms bekreuzigt, wirft das Pferd ihn ab und stürzt sich, Flammen sprühend, ins Wasser. Parzival begreift, dass er um ein Haar seinen Status als Himmelsritter verloren hätte und betet kniend gen Osten gerichtet sein Dankgebet.
2.6.5.      Parzival und der Löwe
Bei Tagesanbruch findet er sich auf einer Insel wieder, umgeben von wilden Tieren, doch der Gedanke an Jona und an Daniel in der Löwengrube gibt ihm Zuversicht. Eine Schlange, die ein Löwenjunges geraubt hat, wird von ihm getötet. Die Löwenmutter zeigt ihre Dankbarkeit. Parzivals Frömmigkeit ist umso erstaunlicher, als zu seiner Zeit in Wales die Gewalt in den Adelsfamilien ungeheuer war. Der fromme Parzival bittet den Herrn, sein Hirte zu sein und seine Seele gegen den Teufel zu verteidigen. Da kommt der Löwe wieder und legt sich ihm zu Füßen. Parzival schläft ein. Im Traum hat er folgende Vision:
Zwei Frauen, eine alte, von einem Drachen getragen, und eine junge, auf einem Löwen sitzend, kündigen ihm den Kampf gegen den schwersten Gegner an. Die junge beschwert sich, dass er ohne Motiv ihren (fliegenden) Drachen getötet hat. Er rechtfertigt sich damit, dass der Löwe im Rang über dem Drachen steht. Da verlangt sie Parzival zum Besitz, behauptet auch, ihn schon vor seinem Herrn besessen zu haben und besteht gegen seine Weigerung darauf, ihn, sobald sie ihn schutzlos findet, wieder in Besitz zu nehmen. Dann verschwindet sie.
2.6.6.      Parzival und das weiße Schiff.
Als er am Morgen erwacht, sieht er ein Schiff mit vollen Segeln auf die Insel zufahren. Das Schiff ist mit weißer Seide ausgelegt. Ein priesterlich gekleideter Mann mit einer Seidenkrone und gottlobender Inschrift ist die einzige Besatzung. Dieser Mann kennt ihn, weiß, dass er zur Bewährung auf der Insel ist, und zeigt sich bereit, ihn zu beraten. Als erstes erklärt er ihm die Vision:
Die junge Frau auf dem Löwen (Jesus Christus) verkörpert das Neue Gesetz, die Kirche. Sie hat ihm angekündigt, dass er gegen den Antichrist (Teufel) kämpfen muss. Die alte Frau auf dem Drachen verkörpert das Alte Gesetz (Synagoge). Der Drache ist der Teufel, die falsch verstandene Schrift, die Schlange des Paradieses, der Hochmütige. Vor der Taufe gehörte Parzival dem Teufel.
2.6.7.      Parzival und die junge Frau im schwarzen Schiff.
Nach dieser Erklärung segelt der Mann davon. Auf der Insel verharrt Parzival auf dem höchsten Punkt in Gesellschaft des Löwen, der sich von ihm kraulen lässt. Wieder kommt ein Schiff, diesmal schwarz ausgelegt. Am Bug steht eine schöne, vornehm gekleidete junge Dame. Sie, die seinen Namen kennt, wundert sich über seine Anwesenheit hier, doch er weiß sich bei seinem Herrn in guten Händen. Sie verspricht, von Galahad zu berichten, wenn er verspricht, alles zu tun, um was sie ihn bitten wird. Der Pakt wird geschlossen, und sie erzählt ihm, dass Galahad am Fluss Marcoise zwei Ritter verfolgte, sie ihm aber durch den Fluss entkommen sind, während sein Pferd ertrank und er ans Ufer zurück musste. Dann bietet sie Parzival wieder einen Pakt an, um ihn aus seiner Lage zu befreien. Er aber möchte den Ort nur verlassen, wenn er weiß, dass es der Wille des Herrn ist. Daraufhin erzählt sie ihm ihre eigene Geschichte:
Sie wurde vom mächtigsten Herrn wegen ihres Hochmuts in Exil und Einsamkeit verstoßen und führt seitdem Krieg gegen ihn. Jetzt bittet sie Parzival um Beistand, wohl wissend, dass ein Ritter der Tafelrunde keiner Dame Hilfe verweigern darf.
Sie lässt für ihn ein Zelt aufschlagen, in dem er einschläft. Beim Erwachen wird er bewirtet, sogar mit starkem Wein, obwohl es damals in Großbritannien fast nur Bier gab. Parzival entflammt für die Dame, die sein Begehren hinhält, so dass er bei seiner Ritterehre schwört, für seine Erhörung im Gegenzug alles zu tun, was sie will. Beide legen sich ins Bett. Da sieht er sein Schwert am Boden liegen mit eingraviertem rotgoldenem Kreuz, fasst sich und macht das Kreuzzeichen. Unter Rauch und Gestank bricht das Zelt zusammen. Das Schiff fährt mit der Frau davon, die noch ruft: „Du hast mich verraten“.
2.6.8.      Die Rückkehr des weißen Schiffes
Aus Verzweiflung rammt er sich zur Buße das Schwert in den linken Schenkel. Da er sich nur noch in Unterkleidern vorfindet, erkennt er seine Schuld und bittet im Gebet um Gnade und Vergebung. Er verliert viel Blut und verbringt die Zeit mit Beten. Da kommt das weiße Schiff zurück, und der Mann erklärt ihm die Ereignisse:
Die Demoiselle war der Teufel, und man erzählt ihm die Teufelsgeschichte der Genesis. Das Zelt bedeutete die Welt mit ihrer Sündhaftigkeit. Die Frau wollte ihn der Sonne entziehen, das heißt dem Licht der Wahrheit, Jesus Christus.
Parzival spricht von der Süße, die er beim Anhören des Mannes empfindet. Er möchte ihn „das lebendige Brot“ nennen, doch der Mann verschwindet, und eine Stimme sagt: „Du bist gerettet. Geh aufs Schiff. Gott wird dich leiten. Bohort und Galahad wirst du wiedersehen.“ Parzival gehorcht. Der Erzähler kehrt zu Lancelot und dem Einsiedler zurück.
2.7. Lancelot
Lancelot erhält vom Einsiedler die Ermahnung, künftig ohne Todsünde zu leben, damit ihm der Heilige Geist bei der Gralssuche, die eine geistliche Sache ist, beistehen und er nach seinem Tod der himmlischen Ritterschaft angehören kann. Um Erfolg zu haben, muss sein Glaube so stark sein, dass er mehr der Gnade Gottes vertraut als seiner eigenen Tapferkeit. Am Morgen des fünften Tages bricht er nach der Messe auf.
2.7.1.      Die Versuchung durch den Knappen
Im Wald trifft er einen Knappen, der über sein Versagen vor dem Gral (er hatte dem Wunder regungslos zugesehen) informiert ist und ihn als feige und böse (wie ein Heide) hinstellt. Vor dem gelassen reagierenden Lancelot steigert er seine Anschuldigungen und Demütigungen, um Lancelot zu provozieren. Der aber, trotz des zutiefst empfundenen Schmerzes, bemeistert sich und reagiert nicht, so dass der Knappe weiterzieht.
Auch Lancelot entfernt sich und kommt neuerlich zu einer Einsiedelei, dessen Bewohner offenbar über ihn und seine Sünde Bescheid weiß. Lancelot entdeckt vor der Kapelle die Leiche eines weißhaarigen Mannes im weißen Hemd aus feinem Stoff, neben ihm ein Büßerhemd. Der Tote, so erklärt der Einsiedler, der Gott seit 30 Jahren als Mönch diente, war als Opfer des Teufels im Moment seines Todes weder mit Gott noch mit seinem Orden im Reinen. Der Einsiedler beschwört den Teufel im Gebet und befragt ihn zu seinem toten Gefährten: Ist er verdammt oder gerettet? „Gerettet“ antwortet der Teufel mit schrecklicher Stimme. Aber der Einsiedler zweifelt daran, denn im Linnenhemd darf ein Mönch entsprechend der Ordensregel nicht sterben. Der Teufel klärt ihn auf:
Der Mönch war früher Ritter. In den Krieg des Grafen Duval gegen seinen Neffen Agaran griff er als Ritter siegreich ein. Der geschlagene Graf war eigentlich bereit, sich zu unterwerfen. Als er aber erfuhr, wer den Sieg errungen hatte, schickte er zwei Neffen aus, um ihn zu rächen. Doch da geschah ein Wunder. Alle ihre Schläge prallten an seiner Mönchskutte ab. Da zogen sie ihn nackt aus, um ihn so zu verbrennen. Er aber behauptete, selbst das feinste Hemd würde nicht verbrennen. Und so brachte er sie dazu, ihm ein feines Hemd anzuziehen. Auf dem Scheiterhaufen kam er zwar um, aber ohne Verbrennungen und mit intaktem Hemd.
2.7.2.      Die Predigt des Mönchs
Nach diesem Bericht verschwindet der Teufel in Sturm und Getöse. Der Mönch ist froh, dass sein Gefährte ohne Todsünde gestorben ist und klärt auch Lancelot in einer langen Predigt auf über die barmherzige Haltung Gottes zum reuigen Sünder und über die Niedrigkeit der Sünde im Fleisch. So dachte einst auch Lancelot, den es vor der Sünde ekelte und der seinen Körper rein hielt vor jeder Befleckung. Er pflegte die Demut, nicht scheinheilig wie der Pharisäer, sondern aufrichtig wie der Zöllner. Er praktizierte Langmut, Gerechtigkeit und Nächstenliebe. So brannte in ihm das Feuer des Heiligen Geistes und er wurde Ritter. Da verfiel der Teufel auf das wirksamste Mittel der Verführung, die Frau, im vorliegenden Fall die Königin Guinevere. In luxuria, Stolz und Verblendung wurde er schuldig. Nur die echte Reue kann ihn retten. Im andern Falle ist seine Gralssuche von vorneherein zum Scheitern verurteilt, denn für diese Suche gilt das Evangelium von den vielen Gerufenen und den wenigen Auserwählten (Matthäus 22, Lukas 14). Lancelot weint über sich. Der Mönch erinnert ihn an die Macht der echten Reue. Beim Abschied übergibt er ihm das Büßerhemd zum Tragen und rät ihm, während der Gralssuche kein Fleisch zu essen, keinen Wein zu trinken (im Kloster wird Met gebraut), jeden Tag die Messe zu hören und jede Woche zu beichten.
2.7.3.      Lancelots Traum
Unterwegs trifft Lancelot auf eine berittene Demoiselle, die ihm sybillinisch ankündigt: „Früher war er dem Gral näher als heute, und doch ist er ihm jetzt näher denn je“ und fortreitet. Im Schlaf hat er eine Vision:
Ein goldbekrönter Mann im Sternenmantel betet in Begleitung von sieben Königen und zwei Rittern kniend das Kreuz an. Sie sprechen mit zum Himmel erhobenen Händen: „Vater im Himmel, komm zu uns, belohne uns nach unserem Verdienst und nimm uns auf in Deine Wohnung!“ Der Himmel geht auf, ein Mann kommt in Begleitung einer Schar Engel, segnet die Männer und sagt: „Tretet ein. Hier wird euch die Freude nie fehlen.“ Zu dem älteren der beiden Ritter sagt er: „Unwürdiger, wenn du mir nicht den dir anvertrauten Schatz zurückgibst, bist du des Todes“. Der Ritter bittet um Vergebung, worauf ihm geantwortet wird: „Wenn du willst, liebe ich dich. Wenn du willst, hasse ich dich“. Der Ritter geht ab. Dann verwandelt der Engelbegleitete den jüngeren Ritter in einen geflügelten Löwen und sagt: „Geh und erhebe dich über alle anderen Ritter“. Der Ritter fliegt mit Riesenflügeln in den Himmel.
Lancelot verspricht Besserung. Beim darauffolgenden neuerlichen Kampf gegen den Ritter, der ihm die Waffen entwendet hatte, ist er siegreich. In einer fürsorglichen Geste bindet er dem noch besinnungslosen Gegner das Pferd an einen Baum, damit er es beim Erwachen wiederfindet.
2.7.4.      Lancelot wird von einem Einsiedler über seine Familie belehrt.
Er kommt zu einem alten Einsiedler, erzählt ihm unter Tränen seine Geschichte und beichtet ihm sein ganzes Leben. Der Einsiedler erklärt ihm den Ursprung seiner Rasse und den Sinn der Vision:
42 Jahre nach Christi Tod wurde Josef von Arimathäa zur Missionierung ausgesendet. In Sarras führte König Evalach Krieg gegen einen Nachbarn. Er gewann ihn mit Gottes Hilfe und ließ sich von Josaphat taufen, desgleichen sein Schwager Seraphat, der den Namen Naszian annahm. Ihm wurde, wie Josef von Arimathäa, gewährt, die Gralsmysterien zu schauen. Evalach, der den Taufnamen Mordrain annahm, hatte folgenden Traum: Aus dem Bauch des Sohnes von Naszian, Celidonius, kam ein See, der in neun Strömen weiterfloss, acht gleich breite und ein neunter, größer und reißender als die anderen, schmutzig an der Quelle, klar und köstlich am Ende. Vom Himmel stieg der Herr herunter, wusch Hände und Füße in den acht Flüssen und den ganzen Körper im neunten.
Celidonius ist der mit dem Sternenmantel, denn er ist Astronom. Er ist der erste christliche König Schottlands. Die neun Flüsse sind seine Nachkommen: Narpus, Naszian, Elian der Dicke, Isaias, Jonaan (König von Gallien, Nachfolger und Schwiegersohn von Maroneus), Lancelot I (Großvater des jetzigen Lancelot, heiratet die Schwester des Königs von Irland), Ban (Sohn des Lancelot I und Vater von Lancelot II), Galahad (der geflügelte Löwe, Sohn des Lancelot II und der Tochter des Fischerkönigs Pelles, der größte Fluss).
Lancelot ist erstaunt, dass der Gute Ritter Galahad sein Sohn ist. Es darf nicht zu einem Kampf zwischen Vater und Sohn kommen, aber der Sohn kann auch nicht die Sünden des Vaters tilgen, wie Lancelot es sich vorgestellt hat. Jeder wird nach seinem eigenen Verdienst belohnt. Also erträgt Lancelot seine Buße mit Freude.
2.7.5.      Lancelot im Turnier der Weißen gegen die Schwarzen
Wieder zieht Lancelot los. Er trifft auf ein Turnier von riesigen Ausmaßen, steht den Unterliegenden bei und wird doch auf wundersame Weise überwältigt. Auf sein Versprechen hin, den Siegern zu Willen zu sein, wird er frei gelassen. Im Schlaf hat er wieder einen Traum: Ein Weiser steigt vom Himmel herab und wirft ihm Mangel an Glauben vor wie auch die Rückkehr zu seinem Todfeind. Beim Weiterziehen stößt er auf eine Kapelle mit einer eingemauerten Einsiedlerin, die ihm das Turniererlebnis deutet:
Es ging darum festzustellen, wer mehr Ritter auf seiner Seite hat, Elyezer, Sohn des Pelles, oder Argust, Sohn des Königs Herlen. Im Turnier kämpften die Schwarzen (die irdischen Ritter) mit Lancelots Unterstützung gegen die Weißen (die himmlischen Ritter). Lancelot hat also gegen seinen Sohn Galahad gekämpft.
Er wird ermahnt, um nicht in die Hölle zu kommen, eitlen Ruhm zu fliehen. Wieder verspricht er Besserung, verbringt die Nacht auf einem Felsen, betet viel und zieht weiter. Am Ufer des Flusses Marcoise kommt ein schwarzer Ritter, tötet ihm das Pferd und verschwindet. Von Fluss, Wald und Gebirge eingeschlossen, verharrt er… Der Erzähler wendet sich nun wieder Gawain zu.
2.8. Gawain
2.8.1.      Gawain und Hectors Träume
Gawain findet kein Abenteuer. Er trifft auf Hector des Mares, der seit Camelot überhaupt kein Abenteuer gefunden hat. Gawain sagt ihm, dass er zwar zehn Ritter getötet aber kein Abenteuer gefunden hat. Hector hat 20 andere getroffen, die ebenfalls über Mangel an Abenteuern klagten. Gawain und Hector tun sich zusammen und reiten zehn Tage dahin. An einer Kapelle angekommen fallen sie in Schlaf und träumen:
Gawain trifft 150 gefleckte Stiere, die aus einer Raufe fressen, plus drei, von denen zwei weiß sind und einer halb gefleckt. Die Stiere verlassen den Ort auf der Suche nach besseren Weiden, kommen aber an Zahl gemindert und abgemagert zurück.
Hector sieht sich und Lancelot zu Pferd. Sie sagen: „Suchen wir, ohne zu finden!“ Lancelot wird vom Pferd gestürzt, entkleidet, mit einem Büßerhemd bekleidet und auf einen Esel gesetzt. Eine Quelle, aus der er trinken will, verschwindet vor seinen Augen. Der Zutritt zu einer Hochzeit wird ihm verweigert, weil sein Pferd zu hoch ist.
2.8.2.      Iweins Tod
Gawain und Hector erwachen beide und sind beunruhigt. Sie möchten die Bedeutung der Träume erfahren. Von der Kapelle nähert sich eine Hand mit einer Kandare und einer Kerze und verschwindet wieder. Eine Stimme nennt sie kleingläubig und sagt ihnen, eben die drei gesehenen Dinge fehlten ihnen, um an den Gralsabenteuern teilnehmen zu können. Zur Aufklärung machen sie sich auf die Suche nach einem Einsiedler. Ein Ritter stellt sich in den Weg. Gawain gelingt es, ihn tödlich zu treffen und aus dem Sattel zu werfen. Der fremde Ritter bittet, in eine Abtei gebracht und dort kirchlich beerdigt zu werden. So geschieht es. Er beichtet öffentlich und empfängt die Kommunion. Dann gibt er sich als Iwein der Bastard, Sohn des Königs Urien, zu erkennen und verzeiht seinem Gegner, der sich seinerseits als Neffe von König Arthur ausweist. Unter Tränen zieht Gawain die Lanze aus Iweins Brust. Iwein stirbt und wird vor dem Hauptaltar begraben.
2.8.3.      Naszians Traumdeutung
Auf einem beschwerlichen Weg begeben sich Gawain und Hector zu dem Einsiedler Naszian, der gerade Brennnesseln für sein Mittagessen sammelt. Naszian deutet die Träume so:
(Traum Gawain) Die Raufe bedeutet die Tafelrunde, die Wiese Bescheidenheit und Geduld, beides unüberwindbare Tugenden und, zusammen mit Zärtlichkeit und Brüderlichkeit, die Beine, auf denen der Runde Tisch ruht. Die 150 Stiere bedeuten die Ritter der Tafelrunde, die fleckigen haben gesündigt aus Stolz und Völlerei. Die drei ohne Flecken sind sündenfrei, die zwei völlig weißen sind Galahad und Parzival. Bohort hat zwar einen Fleck, weil er einst seine Unberührtheit verlor, aber seither wurde ihm diese Sünde wegen guter Führung vergeben. Das Halsband, das die drei verbindet, bedeutet das jegliche Fehlen von Stolz. Die Ritter der Tafelrunde verirrten sich, weil sie ohne Beichte aufgebrochen waren, wie auch ohne Geduld und Demut. Sie landeten in der Hölle. Viele kehrten nicht zurück. Die anderen versündigten sich. Von den Dreien wird nur einer zurückkehren, um zu künden. Die anderen bleiben bei der Nahrung des Grals.
(Traum Hector) Macht und Ruhm in der Tafelrunde haben Hector und Lancelot verlassen, um auf die teuflischen Pferde des Stolzes zu steigen. Lancelot fiel vom Pferd und widmete sich der Demut. Die Quelle ist der Heilige Gral, die Gnade des Heiligen Geistes, das süße Wort des Evangeliums. Lancelot wird angesichts des Heiligen Schiffes erblinden und 24 Tage gelähmt sein, dann nach Camelot zurückkehren. Er, Hector, wird auf seinem Hohen Ross vom Reichen Fischerkönig abgewiesen werden und ohne Vorteil nach Camelot zurückkommen. Was die Hand betrifft, so bedeutet sie die Nächstenliebe. Die Kandare bedeutet die Enthaltsamkeit, und die Kerze bedeutet die Wahrheit des Evangeliums. Mangels all dessen können beide nicht an der Gralssuche teilhaben, denn künftig wird die Gralssuche auf der geistlichen Ebene stattfinden, die beiden verwehrt ist.
Gawain und Hector begreifen, dass ihnen nur noch die Rückkehr nach Camelot bleibt, wobei Gawain sich noch zusätzlich vom Einsiedler sagen lassen muss, dass er ein alter Baum ohne Blüten noch Früchte ist, die sich der Teufel einverleibt hat. So sollte er wenigstens Rinde und Inneres dem Herrgott überlassen… Der Erzähler wendet sich nun Bohort zu.
2.9. Bohort
2.9.1.      Die Bekehrung des Bohort
Bohort trifft auf einen alten Mönch, der auf einem Esel reitet. In einer langen Predigt erklärt ihm der Alte, die Ritter sollten ihre Sünden beichten und Ritter Christi werden und den Schild der Geduld und der Demut tragen, anders könne die Gralssuche nicht gelingen. Bohort gibt sich zu erkennen als Vetter des Lancelot vom See. Der Alte kennt seinen Vater Bohort und seine Mutter Evaine als vortreffliche Menschen und schließt daraus auf die Vortrefflichkeit des Sohnes, was Bohort ablehnt, dem das Herz des Menschen als frei wie ein Schiffsruder vorkommt. Ja, sagt der Alte, aber da ist der Steuermann, und der steht zwischen Heiligem Geist und Teufel.
In der Einsiedelei verspricht Bohort, bis zur vom Alten geweissagten Rückkehr an den Gralstisch nur noch von Wasser und Brot zu leben. Am nächsten Tag wird Bohort als Zeichen der Buße mit einem weißen Gewand bekleidet, über dem er ein Hemd aus rotgoldener Seide trägt. Er beichtet, dass er nur einmal (zur Zeugung von Elyan dem Weißen) die Sünde des Fleisches begangen hat, und bekennt in der Messe seinen Glauben an den dreifaltigen Erlöser in der Gestalt des Brotes. Er verspricht Christus ewige Treue und kommuniziert unter Tränen. Der Alte nennt ihn nun „himmlischen Ritter“ und entlässt ihn.
2.9.2.      Das Opfer des Pelikan
Während des Rittes sieht er einen großen Vogel, der sich mit dem Schnabel die Brust aufritzt und mit dem ausgetretenen Blut seine bereits toten Jungen wieder zum Leben erweckt, bevor er selbst stirbt.
2.9.3.      Die Not der Schlossherrin
In einer Burg speist er mit der jungen Herrin, akzeptiert aber nur Wasser und Brot. Der Schlossherrin wird mitgeteilt, dass ihre ältere Schwester sie zweier Schlösser beraubt hat und sie auch den Rest ihres Besitzes verlieren wird, wenn sie nicht einen Ritter findet, der bereit ist, gegen Priadan den Schwarzen zu kämpfen. Denn ihre böse Schwester, die von ihrem Gemahl, dem inzwischen verstorbenen König Amant, verstoßen wurde, verlor dadurch ihren Besitz an die jüngere Schwester und ist jetzt dabei, sich mit der Hilfe von Priadan alles zurückzuholen. Zur Freude der Burgherrin erklärt sich Bohort spontan bereit, am nächsten Tag für sie zu kämpfen.
2.9.4.      Bohorts Träume
Für die Nacht nutzt er das luxuriöse Bett, das man für ihn aufgeschlagen hat, nicht, sondern schläft auf dem Boden. Er hat zwei Träume:
Zwei Vögel, ein weißer Schwan und eine schwarze Krähe verlangen nacheinander seine Dienstbarkeit. Der Schwan verspricht ihm Reichtum und Schönheit. Die Krähe bittet ihn, sie trotz der Schwärze nicht zu verachten und ihr trotzdem zu dienen.
In einer Kapelle sieht einen Mann auf einem Thron. Links hinter ihm steht ein verfaulter Baum, rechts wachsen zwei Lilien. Die eine vergreift sich an den Blütenblättern der anderen, aber der Mann trennt sie, und aus beiden wachsen Bäume mit viel Obst. Der Mann sagt zu Bohort: „Es wäre doch wohl irre, wollte man sich zuvorderst um den morschen Baum kümmern, statt die Blumen am Leben zu erhalten.“ Bohort stimmt ihm zu, worauf der Mann ihn bittet, dann auch entsprechend zu handeln.
2.9.5.      Bohorts Kampf gegen Priadan
Nach dem Aufwachen bringt Bohort am anderen Morgen das unbenutzte Bett in Unordnung und präsentiert sich nach der Messe der Burgherrin. Vor dem Kampf zu essen, lehnt er ab. Auf dem Kampfplatz bekräftigt er das Recht der jüngeren Schwester. Der Kampf ist hart, der Gegner zäher als gedacht. Bohort gelingt es, dem Gegner den Helm abzureißen. Er bringt ihn zur Aufgabe des Kampfes und zur Anerkennung aller Forderungen gegen die ältere Schwester. Auch ihre Gefolgschaft muss sich unterwerfen. Der Friede ist wiederhergestellt.
2.9.6.      Bohorts Dilemma zwischen Lionel und der entführten Dame
Bohort reitet weiter. An einer Wegkreuzung trifft er auf zwei Ritter, die seinen Bruder Lionel, der gebunden und fast nackt auf einem Pferd sitzt, mit Dornen peitschen. Als er ihm zur Hilfe eilen will, merkt er, dass er auch auf dem anderen Weg gebraucht wird, wo eine entführte Demoiselle ihn flehentlich bittet, sie vor der Schande zu bewahren. Im Dilemma betet er zu Jesus Christus, als dessen Lehnsmann er sich fühlt, Jesus möge seinem Bruder beistehen, während er die Demoiselle befreit, was ihm gelingt. Er erfährt von ihr, dass er damit 500 Männer gerettet hat. 12 Ritter, die nach der Demoiselle suchten, wollen ihn belohnen, doch er muss nach seinem Bruder suchen.
2.9.7.      Traumdeutung
Nach langem Ritt trifft er auf einen Mönch mit schwarzem Pferd, der zu wissen scheint, was aus seinem Bruder geworden ist. Er zeigt ihm eine Leiche, in der Bohort seinen Bruder zu erkennen glaubt. Zusammen mit dem Mönch bringt er die Leiche zu einer Kapelle, wo sie am anderen Morgen beerdigt werden soll. Der Mönch deutet ihm die noch unerklärten Träume:
Der Schwan bedeutet eine Jungfrau, deren Liebe er verweigert hat. Die Krähe bedeutet seine Sünde. Denn nicht aus Tugend hat er sich verweigert, sondern um als jungfräulich zu gelten und damit prahlen zu können. Damit hat er den Tod der Jungfrau auf dem Gewissen, die vor Kummer gestorben ist, und den Tod Lancelots, mögliches Opfer ihrer Familie. Letzteres kann er noch verhindern, und er verspricht, dafür alles in seiner Macht Stehende zu tun.
2.9.8.      Bohorts Versuchung
Neben der Kapelle steht ein Turm mit einer Burgherrin, die behauptet, ihn leidenschaftlich zu lieben, und ihn mit allen Mitteln verführen will. Als er standhaft bleibt, droht sie, sich mit 12 jungen Mädchen vom Turm zu stürzen. Er gibt nicht nach. Also geschieht es. Er aber bekreuzigt sich, und prompt verschwindet der ganze Spuk einschließlich Turm. Auch die Leiche des angeblich toten Bruders ist verschwunden. Bohort dankt Jesus Christus und zieht weiter.
2.9.9.      Traumdeutung
Er gelangt zu einer befestigten Zisterzienserabtei und lässt sich vom Abt seine Träume und Abenteuer erklären:
Wie der Vogel, der seine Kinder mit dem eigenen Blut lebendig gemacht hat, rettete Gott die Menschheit durch seinen Tod. König Amant ist Jesus Christus. Die jüngere Schwester ist die Kirche. Die ältere Schwester ist der Alte Bund, der Feind, der sich unaufhörlich der Kirche in den Weg stellt. Die Krähe bedeutete die Kirche, der Schwan (außen weiß, aber innen schwarz) den Teufel. Auch der Mönch, der ihm den Tod des Bruders ankündigte, war der Teufel. Der morsche Baum bedeutete Bruder Lionel, dem die Gnade abgeht. Die beiden Lilien bedeuten, die erste, den Entführer und, die zweite, die von Bohort gerettete Entführte. Im Dilemma hat er christliche Liebe vor die Blutsbande gestellt. Dafür hat der Himmelskönig seinen Bruder befreit, der inzwischen die Gralssuche fortsetzt.
2.9.10.   Der rasende Lionel
Er zieht weiter und trifft beim Schloss Tubèle, das sich auf ein Turnier zwischen dem Graf des Plains und der Schlosswitwe vorbereitet, auf seinen Bruder Lionel. Dieser glaubt sich von Bohort verraten und zeigt sich unversöhnlich. Kniefällig und unter Tränen bittet Bohort um Vergebung, kann aber nicht vermeiden, dass der erzürnte Lionel ihn unter den Hufen seines Pferdes zerstampft und ihm schließlich gar den Kopf abschlagen will. Da wirft sich ein greiser Einsiedler schützend über den wehrlosen Bohort, wird aber seinerseits totgeschlagen. Erst das Dazwischentreten von Calogrenant, einem weiteren Ritter der Tafelrunde, führt zu einer kurzen Pause, doch auch auf ihn stürzt sich nun der rasende Lionel. Derweil kommt Bohort zu sich, kann aber vorerst nicht eingreifen. Als Lionel dem Calogrenant bereits den Helm vom Kopf geschlagen und ihn schließlich gar getötet hat und sich wieder Bohort zuwendet, will dieser den Kampf wieder aufnehmen. Er betet zu Jesus Christus, er möge es ihm nicht zur Sünde anrechnen. Dann aber hört er sagen: Flieh! Eine Flamme versengt beiden die Schilde und wirft sie zu Boden. Die Stimme gebietet Bohort, sich ans Meer zu begeben, wo Parzival auf ihn warte. Er lässt seinen Bruder liegen und reitet mehrere Tage, bis er am Strand ein mit weißer Seide überspanntes Schiff findet, das er besteigt und auf dem er seinen Freund Parzival den Waliser trifft. Der Erzähler geht wieder zu Galahad, dem Guten Ritter, über.

### Das Schiff des Salomon
3.1.  Galahad wird von Parzivals Schwester zu Parzival und Bohort aufs Schiff geführt
Galahad nimmt an einem Turnier teil, wo er sich auf der Gegenseite von Gawain und Hector befindet. Er besiegt Gawain, tötet ihn aber nicht. Er zieht weiter und nächtigt in der Nähe von Corbenic bei dem Einsiedler Ulfin. Nachts kommt eine Demoiselle und verspricht ihm ein extrem schönes Abenteuer, wenn er ihr folgt. Nach nächtlichem Ritt kommen sie in den Wald Célibe und schließlich am Abend zum Schloss der Dame. Nach kurzer Ruhe reiten sie wieder die Nacht durch bis zum Meer und besteigen dort das Schiff, auf dem Parzival und Bohort bereits untergekommen sind. Das Schiff entfernt sich weit von Logres zu einer wilden Insel, die versteckt in einem Golf liegt. Dort treffen sie auf ein weiteres noch schöneres Schiff und wollen auf Geheiß der Dame darauf überwechseln. Sie lesen auf dem Schiff eine chaldäische Inschrift, die besagt: „Ich bin der Glaube. Ich diene nur dem Sündenlosen. Den Sündigen lasse ich im Stich.“ Die Dame gibt sich als Schwester des Parzival und Tochter des König Pellehan zu erkennen und ermahnt die Ritter, nur einzusteigen, wenn sie ohne Sünde sind. Parzival erkennt seine Schwester und will das Schiff als Prüfstein seiner Unschuld nutzen.
3.2. Das Schwert auf dem Schiff und seine Geschichte
Auf dem Schiff befindet sich ein luxuriöses Bett und darin eine Krone und ein Schwert, dessen Knauf auf der einen Seite aus der kaledonischen Schlange Papaluste gemacht ist und auf der anderen Seite aus dem Euphratfisch Ortenaus. Wer den Knauf anfasst, erinnert sich an nichts mehr und denkt nur noch an das Motiv seines Zugriffs auf das Schwert. Erst, wenn er ihn loslässt, wird er wieder normal. Eine Inschrift instruiert, dass nur einer, nämlich der Bedeutendste seiner Art, das Schwert je in die Hand nehmen kann. Tatsächlich versagen Parzival und Bohort bei einem Versuch. Man entdeckt auf der Schneide eine weitere Inschrift, der zufolge dem Unwürdigen Tod oder Verstümmelung droht, worauf Galahad auf einen Versuch verzichtet.
```
Parzivals Schwester berichtet daraufhin:
```

Dieses Schiff kam in Logres an, als zwischen König Lambar, Vater von König Mehaignié, und König Varlan Krieg herrschte. Varlan rettete sich auf das Schiff, nahm das Schwert und schlug damit auf Lambar ein. Die Folge war eine völlige Verödung des ganzen Landes, das den Namen Terre Gaste (Einöde) erhielt. Als Varlan das Schwert wieder in die auf dem Schiff verbliebene Scheide steckte, fiel er vor dem Bett tot um.
Das Wehrgehänge wird als in schlechtem und einem so schönen Schwert unwürdigen Zustand befunden. Auf der Scheide steht zu lesen:
Nur der Tapferste und von Sünden Reinste darf mich tragen. Das schlechte Wehrgehänge darf er aber nicht abnehmen. Das darf nur eine Königstochter, die noch Jungfrau ist. Sie darf das Wehrgehänge ersetzen und wird auch Schwert und Gehänge mit ihren richtigen Namen nennen, was allen anderen unmöglich ist.
Darüber müssen die Ritter lachen. Auf der anderen Scheidenseite steht noch geschrieben:
Wer mich am meisten schätzt, wird mich am meisten verfluchen, und wem ich am meisten gewogen sein sollte, mit dem werde ich am grausamsten verfahren.
Parzivals Schwester weiß noch folgendes zu berichten:
Naszian, der Schwager Mordrains, wurde vierzig Jahre nach der Passion Christi auf dessen Geheiß in einer Wolke 14 Tagesreisen weit entfernt und auf der Insel Tournoyante abgesetzt. Er bestieg dieses Schiff, fand das Schwert, wagte aber nicht, es anzurühren. Nach neun Tagen blies der Wind das Schiff zu einer anderen weit entfernten Insel, wo Naszian sich einem mordlustigen Riesen gegenübersah. In der Not griff er zu dem Schwert, dies aber zerbrach beim ersten Schlag. Er legte die Stücke wieder auf das Bett und dann gelang ihm die Tötung des Riesen. Nach langer Irrfahrt traf er König Mordrain, der auf dem Felsen des Gefährlichen Hafens mit dem Teufel gekämpft hatte, und zeigte ihm das zerbrochene Schwert. Mordrain setzte die Stücke wieder zusammen, und das Schwert war wie neu. Er lobte die Macht Jesu Christi, der nach Belieben schweißt oder bricht. Eine Stimme befahl ihnen, auf das andere Schiff zu gehen. Beim Besteigen dieses Schiffes wurde Naszian von einem Schwerthieb getroffen als Strafe für die Berührung des Schwertes, ohne dessen würdig zu sein.
Als der fromme und mildtätige König Parlan (genannt Mehaignié) sich einst bei der Jagd verirrte und nur noch sein Vetter bei ihm war, gelangte er an das Irland zugewandte Meer und traf auf unser jetziges Schiff. Als er es bestiegen hatte und dieses Schwert aus der Scheide zog, durchbohrte ihm eine Lanze beide Schenkel.
An dieser Stelle entdecken die Ritter am Bett drei Spindeln, eine weiße, eine rote und eine grüne. Der Erklärung ist ein weiteres Kapitel gewidmet.

### Der Baum des Lebens
4.1. Die Genesis-Erzählung
Der Erzähler zeichnet nun die Genesis-Erzählung von Adam und Eva nach, die nach dem Sündenfall ihre Nacktheit erkannten, wobei er behauptet, zuvor hätten sie zwar einen Körper gehabt, seien aber spirituelle Wesen, fast himmlischen Wesen ähnlich, gewesen. Bei der Vertreibung aus dem Paradies behielt Eva den Zweig, an dem der Apfel gehangen hatte, als Zeichen ihres Unglücks. Da sie aber nicht wusste, wohin damit, pflanzte sie ihn in die Erde, und es wurde ein Baum daraus. Das durch eine Frau verlorene Leben, sollte durch eine Frau (die Jungfrau Maria) wiedererlangt werden. Der Baum war weiß, als Zeichen der Unberührtheit Evas in diesem Moment, die der Erzähler unterschieden wissen will von der Jungfräulichkeit, von der erst gesprochen werden könne, wenn es ein sexuelles Begehren gäbe. Als Adam und Eva sehr viel später unter diesem Baum sitzen, ihr Schicksal beklagen und den Baum als „Todesbaum“ bezeichnen, werden sie von einer Stimme getadelt, die ihnen sagt, das Leben überrage den Tod. Daraufhin nennen sie ihn Baum des Lebens, pflanzen viele weitere und setzen sich gerne darunter. Eines Tages befiehlt ihnen eine Stimme die körperliche Vereinigung, um die zehnte Legion der Engel wiederherzustellen. Eine solch „hässliche Verrichtung“ erscheint ihnen eine Zumutung, aber mit einigem Nachhelfen wie der Herstellung totaler Dunkelheit gelingt es ihnen schließlich, an einem Freitag den gerechten Abel zu zeugen, der dem Herrn durch Zahlung des Zehnten zu gefallen weiß. Da wurde der weiße Baum grün und trug Früchte, Symbol von Gottesliebe, Keuschheit und Frömmigkeit.
4.2. Kain und Abel
Dann wird ausführlich der Mord Kains an Abel erzählt (und auf Psalm 50,21 verwiesen). Auch dies geschieht an einem Freitag. Kain ist der Vorläufer von Judas, und Abel der von Jesus Christus. In beiden Fällen, so wird erklärt, ist das Motiv der Hass auf die Vollkommenheit und unerträgliche Überlegenheit des anderen. Da wurde der grüne Baum rotgolden, brachte keine Frucht mehr, wuchs aber zum schönsten Baum der Welt. Er wurde als Baum des Lebens verehrt und war Symbol der Freude. Als nach der Sintflut alle Natur bitter wurde, waren einzig die vom Lebensbaum abstammenden Bäume noch Träger saftiger Früchte.
4.3. Salomons Schiff
Salomon, der Sohn Davids, war machtlos gegen die Listen seiner Frau und kam zu dem Schluss, dass es keine gute Frau gibt. Dagegen zeigte ihm der Heilige Geist die Ankunft der glorreichen Jungfrau Maria und nannte als letzten seiner Abstammung einen jungfräulichen Mann, der sogar Salomons Schwager Josua überlegen sein wird. Salomon möchte diesem Mann, der 2000 Jahre nach ihm leben wird, ein Zeichen hinterlassen als Beweis, dass er, Salomon, bereits von ihm wusste. Seine listige Frau rät ihm ein Schiff zu bauen aus Holz, das nie verfault, und eine Waffe hineinzulegen, die allen anderen überlegen ist, das Schwert des David, das sich im Tempel befindet. Auch Bett, Wehrgehänge und Krone kommen, wie bereits bekannt, hinein. Schließlich die Spindeln aus den Bäumen mit den drei verschiedenen Farben. Salomon findet alles bemerkenswert, aber auch, dass es an Bedeutung mangelt. Im Traum erlebt er, wie das Schiff von einem Himmlischen mit Wasser bespritzt und mit einer Inschrift versehen wird, die der Leser als chaldäische Inschrift bereits kennt: „Ich bin der Glaube…“ Eine Stimme versichert Salomon, der letzte Ritter seiner Abstammung werde sich auf diesem Bett ausruhen und erfahren, was Salomon für ihn getan hat. Da freut sich Salomon, und der Erzähler geht wieder zum Quartett über.

### Die drei Gefährten und Parzivals Schwester
5.1. Der Name des Schwertes
Die vier finden im Bett einen Brief mit dem Inhalt des voraufgehenden Kapitels. Dort war auch gesagt worden, das Wehrgehänge sei von einem jungen Mädchen auszuwechseln, und wirklich hat Parzivals Schwester ein neues bei der Hand. Sie kennt auch den Namen des Schwertes, nämlich „Schwert mit dem seltsamen Gehänge“, und den Namen der Scheide, nämlich „Blutgedächtnis“ in Erinnerung an das Blut des Abel. Auf Bitten der Gefährten nimmt Galahad nun das Schwert in die Hand, damit die Gralssuche ein Ende finde.
5.2. Schloss Carcelois
Die Gefährten besteigen wieder ihr eigenes Schiff und segeln zum Schloss Carcelois in Schottland. Dort sind sie in ihrer Eigenschaft als Artusritter in größter Gefahr. Aber sie schlagen eine überlegene Gegnerschaft in die Flucht und richten dann im Schloss ein Gemetzel an. Der Toten sind so viele, dass unsere Ritter Gewissensbisse bekommen und Auskunft über ihre Gegner verlangen. Ein Priester beruhigt sie mit der Mitteilung, hier handele es sich um die schlimmsten Christenhasser, deren ganzes Streben gegen Gott und die Heilige Kirche gerichtet war. Dann erzählt er die Geschichte dieses Schlosses:
Das Schloss gehörte dem Grafen Hernoul, dessen drei Söhne ihre Schwester vergewaltigten und, als sie sich beim Vater beschweren wollte, töteten. Dann warfen sie den Vater ins Gefängnis und wüteten in der schlimmsten Weise. Der Priester wurde vom sterbenden Vater gerufen und gelangte erst nach grausamer Behandlung durch die Brüder zu ihm in die Zelle, wo er erfuhr, dass, wie der Allmächtige es dem Vater kundgetan, drei Diener Jesu Christi bereits da seien, um ihn zu rächen.
Die Gefährten befreien Graf Hernoul. Der aber ist dem Tode nahe und sagt zu Galahad sein „Nunc dimittis“. Bevor er stirbt, schärft er aber noch Galahad ein, König Mehaignié zu besuchen und dadurch zu heilen.
5.3. Der Hirsch und die Löwen
Die vier reiten weiter, kommen in den Finsteren Wald und sehen den weißen Hirsch unter der Führung von vier Löwen (die vier Evangelisten). Sie folgen dieser Erscheinung bis zu einer Einsiedelei, wo alle der Messe beiwohnen. Der Hirsch wird zu einem Mann, der sich auf dem Altar in einen Prachtsitz setzt. Die Löwen nehmen die Gestalt der Evangelisten an (Mann, Adler, geflügelter Löwe und Ochs). Alle haben Flügel und tragen fliegend den Thron durch das Kirchenfenster fort, ohne es zu zerstören. Dazu kommentiert eine Stimme: „Ebenso wurde der Sohn Gottes Mensch in der heiligen Jungfrau Maria, ohne ihre Jungfräulichkeit zu berühren.“ Der Einsiedler erläutert das Geschehen:
Gemeint ist die Verwandlung Christi am Kreuz, wo er vom Tod zum Leben überging und alles Irdische hinter sich ließ.
5.4. Parzivals Schwester opfert sich für eine Leprakranke
Sie reiten weiter und kommen an ein befestigtes Schloss. Dort ist es Sitte, dass jedes jungfräuliche weibliche Geschöpf einen silbernen Napf mit dem Blut ihres Armes füllt. Als zehn Ritter des Schlosses die Erfüllung dieser Sitte erzwingen wollen, werden sie von den dreien hingemetzelt. Da kommen 60 weitere, und der Kampf endet vorerst mit einem Waffenstillstand. Nun erklärt man ihnen den Ursprung der Sitte:
Vor zwei Jahren erkrankte die Schlossherrin an der Lepra. Ein Arzt sagte ihre Heilung voraus, wenn es gelänge, das Blut der Schwester Parzivals zu bekommen und sie damit zu bestreichen.
Parzivals Schwester ist bereit, sich zu opfern. Am nächsten Morgen lässt sie sich das Blut abnehmen, im festen Glauben, dass sie daran sterben wird. Sterbend bittet sie, in einen Nachen gebracht und den Wellen überlassen zu werden. Die Ritter werden sie in Sarras wiederfinden und sollen sie dort im „geistlichen Palast“ begraben. Außerdem sollen die Ritter sich trennen und darauf vertrauen, dass sie beim König Mehaigné wieder zusammenfinden. Sie stirbt. Die kranke Schlossherrin wird gesund. Die Ritter besorgen die Einbalsamierung der Toten, bauen ein Schiffchen für die Leiche und fügen einen erläuternden Brief hinzu.
5.5. Die Zerstörung des Schlosses
Beim Weiterziehen geraten sie in ein Gewitter, das so heftig ist, dass das halbe Schloss zusammenbricht. Ein verletzter Ritter, der von einem anderen Ritter (mit Zwerg als Begleiter) verfolgt wird, bittet sie um Hilfe, und Bohort trennt sich von ihnen, um dem Ritter beizustehen. Galahad und Parzival bleiben in einer Kapelle zurück, in die sie sich vor dem Unwetter geflüchtet haben. Am anderen Morgen entdecken sie, dass das Schloss gänzlich zerstört ist und alle Bewohner tot sind. Eine Stimme sagt ihnen: „Das ist die Rache des Blutes, das die jungen Mädchen zur Heilung einer Sünderin vergossen haben.“ Sie finden in den Ruinen den Friedhof mit 12 Königstöchtern. Dann reiten sie bis zum Wald mit Namen Aube und trennen sich dort. Der Erzähler geht nun wieder zu Lancelot über.

### Lancelot in Corbenic
6.1. Parzivals tote Schwester
Lancelot war, wie wir wissen, am Fluss Marcoise angekommen. Dort findet er sich von drei Seiten eingeschlossen, vom Wald, vom Fluss und von zwei hohen Felsen. Im Schlaf befiehlt ihm eine Stimme, in das nächstbeste Schiff zu steigen. Ein Schiff ohne Segel noch Ruder kommt vorbei, und er geht an Bord. Dort duftet es und die besten Speisen stehen ihm zur Verfügung. Er findet ein Bett mit der toten Schwester Parzivals und erfährt durch den Brief, dass sie das Wehrgehänge des Schwertes mit dem seltsamen Gehänge ersetzt hat, das nun Galahad gehört, dem Sohn von Lancelot vom See, sowie ihre ganze Lebensgeschichte und freut sich auf ein Wiedersehen mit seinem Sohn.  Das Schiff legt an einer Kapelle an, wo ihm ein Alter nach Kenntnisnahme des Briefes erklärt, die drei (Galahad, Parzival und Bohort) seien die wahren Christusritter, er aber könne es bei fortwährender Keuschheit noch werden.
6.2. Lancelot mit Galahad
Eines Tages geht ein Ritter an Bord und gibt sich als Galahad zu erkennen. Er zeigt seinem Vater das besagte Schwert, und sie bleiben sechs Monate zusammen. An Ostern treffen sie an Land, vor einem Kreuz, einen Ritter mit weißer Rüstung auf stolzem Pferd, der ein weißes Pferd an der Leine führt. Er sagt zu Galahad: „Nimm das weiße Pferd und folge Deinem Schicksal, um den Abenteuern im Lande Logres ein Ende zu setzen“. Galahad trennt sich vom Vater, und eine Stimme weissagt, dass sie sich erst beim Jüngsten Gericht wiedersehen werden.
6.3. Lancelot sieht in Corbenic den Gral von weitem
Lancelot bleibt einen Monat lang betend bei der Leiche auf dem Schiff. Dann landet er vor einem Schloss, das er auf Geheiß einer Stimme betreten will. Allerdings sitzen zwei Löwen davor, die er bekämpfen zu müssen glaubt, doch wird ihm das Schwert aus der Hand geschlagen und er wird von der Stimme für seinen schwachen Glauben getadelt. Er begreift, dass es wichtiger ist, seine Seele zu retten als am Leben zu bleiben, und geht auf die Löwen zu, die ihn anstandslos durchlassen. Da Mitternacht ist, wundert er sich nicht, niemanden anzutreffen. Hinter einer verschlossenen Tür, die er nicht öffnen kann, hört er eine himmlische Stimme singen: „Lob und Ehre Dir, Vater des Himmels!“ Lancelot kniet vor der Tür nieder. Die Tür geht auf und ein Licht, heftig wie die Sonne, überfällt ihn und erfüllt ihn mit Freude. Doch eine Stimme verbietet ihm den Eintritt. Er gehorcht und sieht im Innern auf silbernem Tisch das heilige Gefäß unter einem rotgoldenen Seidentuch. Engel sind mit Verrichtungen beschäftigt. Ein alter Priester scheint die Messe zu feiern. Bei der Wandlung schweben zwei Männer über ihm und geben einen Dritten in seine Hände, und er zeigt ihn dem Volk. Lancelot sieht, dass dem Alten das beschwerlich ist. Er will ihm helfen und tritt ein. Doch wird er von einem Feuersturm und Händen hinausgeworfen.
6.4. Lancelots Sühne
Dort wird er am anderen Morgen von den Schlossbewohnern aufgefunden. Da er stumm und unbeweglich ist, wird er auf ein Bett getragen und von den ratlosen Bewohnern 24 Tage lang bewacht, ohne die geringste Reaktion zu zeigen. Er kommt ihnen vor, wie in sich selbst eingemauert. Schließlich öffnet er doch die Augen und berichtet von seiner Jenseitserfahrung, vom Glück der geistlichen Welt, das nur begrenzt war durch die Perfidie seines Herzens. Er begreift, dass die 24 Tage dauernde Lähmung Sühne war für die 24 Jahre im Dienst des Teufels. Er erfährt, dass er sich im Schloss Corbenic befindet und dass seine Suche beendet ist, er aber will es nicht glauben und zieht wieder sein Büßerhemd an. Man erkennt in ihm Lancelot vom See und teilt es König Pelles mit, der sich zu ihm begibt, um ihm mitzuteilen, dass seine Tochter, Galahads Mutter, tot ist.
6.5. Hector des Mares
Lancelot bleibt noch im Schloss. Am fünften Tag, als sie bereits am vom Gral überreichlich gedeckten Tisch sitzen, schließen sich die Türen von selbst. Ein Ritter verlangt Einlass, wird aber vom König abgewiesen mit der Begründung, er habe ja den Dienst an Christus aufgegeben zu Gunsten des Dienstes am Teufel. Als der König aber doch wissen will, wer er ist, gibt er sich als Hector des Mares, Lancelots Bruder, zu erkennen. Als er erfährt, dass sein Bruder im Innern ist, beklagt er sein Unvermögen und die erlittene Demütigung und erkennt, wie wahr der Einsiedler damals zu ihm und Gawain gesprochen hat. In seiner Verzweiflung irrt er im Wald umher. Lancelot aber weint bittere Tränen um ihn.
6.6. Lancelots Rückkehr zu König Arthur
Nach dem Essen will Lancelot nach Logres zurück. Er reitet lange Zeit. In einer Zisterzienserabtei stößt er auf ein bedeutendes Grab mit der Inschrift: „Hier ruht König Baudemagu von Gorre, den Gawain getötet hat, der Neffe des König Arthur.“ Einen Tag lang trauert er um den König, dann reitet er weiter bis zum Hof von König Arthur, wo er freudig begrüßt wird. Bislang sind nur wenige von der Gralssuche zurückgekehrt und alle erfolglos. Hier wendet sich der Erzähler wieder Galahad zu.

### Galahad von Corbenic nach Sarras
7.1. Die Heilung Mordrains
Galahad gelangt nach langer Irrfahrt in das Kloster, wo sich König Mordrain befindet. Als er sich dem König nähert, wird dieser auf wundersame Weise von seiner Erblindung und der Lahmheit geheilt. Mordrain macht ihm Komplimente, nennt ihn den Reinsten, Jungfräulichsten und Tugendhaftesten, in dem das Feuer des Heiligen Geistes lodert. Dann setzt auch Mordrain zu seinem „Nunc dimittis“ an und stirbt in Galahads Armen. Er wird in der Abtei beerdigt.
7.2. Die Kochende Quelle und die Erlösung Simeons
Am dritten Tag zieht Galahad fort, kommt im gefährlichen Wald an die Kochende Quelle und schafft es, weil er selbst von brünstiger Hitze frei ist, die Temperatur des Wassers durch Eintauchen seiner Hand zu normalisieren. Die Quelle trägt künftig seinen Namen. Beim Weiterziehen gelangt er an der Grenze des Reiches Gorre zur Abtei, in der Lancelot einst auf das Grab des Galahad, König von Hoselice, Sohn des Josef von Arimathäa, und des Simeon gestoßen war. Galahad bringt durch seine tugendhafte Kühle das Feuer in Simeons Grabmal zum Ersticken und kann die Grabplatte hochheben. Daraufhin sagt ihm die Stimme Simeons, der sich als sein Verwandter bezeichnet, er habe wegen seines sündigen Verhaltens gegen Josef von Arimathäa 354 Jahre brennen müssen, bis er jetzt dank der großen Demut seines Retters erlöst sei. Er wird von den Mönchen vor dem Altar bestattet.
7.3. Rückkehr nach fünf Jahren mit Bohort. Reparatur des Schwertes
Fünf Jahre lang reitet nun Galahad in Begleitung von Parzival durch das Land Logres. Nie wurden sie besiegt. Schließlich stößt per Zufall auch Bohort dazu und sie kehren zum Schloss Corbenic zurück, wo König Pelles vor Freude weint. Pelles‘ Sohn Elyezer bringt das zerbrochene Schwert (aus einer anderen Erzählung), mit dem Josef von Arimathäa am Schenkel verletzt wurde. Nachdem die anderen vergeblich versucht haben, es zu reparieren, gelingt das Galahad mühelos. Bohort bekommt das Schwert.
7.4. Messfeier durch Josef von Arimathäa
Gegen Abend vertreibt ein heißer Wind die Anwesenden, und eine Stimme verkündet, nur die echten Ritter dürften am Tisch Jesu Christi die himmlische Speise empfangen. Deshalb bleiben von den Schlossbewohnern nur Pelles mit Sohn und Nichte. Neun Ritter treten ein, begrüßen Galahad und geben sich als drei Gallier, drei Iren und drei Dänen zu erkennen. Da bringen vier Demoiselles ein Holzbett mit einem bekrönten Greis, der sehr krank ist und der erklärt, nun endlich sterben zu dürfen.
Als Pelles mit Sohn und Nichte den Raum verlassen haben, da nur Gralsritter bleiben dürfen, kommt auf einem Thron und getragen von vier Engeln ein Bischof mit Stab und Mitra vom Himmel herab und nimmt neben dem Tisch des Heiligen Gral Platz. Auf der Stirn steht ihm geschrieben: „Dies ist Josef, der erste Christenbischof, geweiht durch den Herrn in der Stadt Sarras im Geistlichen Palast.“ Dem Gral habe er, so sagt er, zeit seines Lebens gedient und diene ihm jetzt im Himmel. Während er vor dem Altar anbetend kniet, geht die Tür auf und die Engel, die Josef gebracht hatten, tragen nun Kerzen, ein rotes Tuch und eine blutende Lanze herein, deren Blutstropfen in einem Behälter aufgefangen werden.
Josef bedeckt die Lanze mit dem roten Tuch und beginnt mit der Messfeier. Als er eine Hostie aus dem Heiligen Kelch nimmt, sieht sie nach Brot aus, doch vom Himmel steigt eine Art Kind mit feurigem Gesicht und verschmilzt mit dem Brot, das nun einem menschlichen Wesen aus Fleisch und Blut gleicht. Josef hält es eine Zeit hoch und tut es dann wieder in das Heilige Gefäß. Nach der Messe umarmt er Galahad und bittet ihn, auch alle seine Gefährten zu umarmen. Allen sagt er, nach so viel Leiden hätten sie sich nun die heiligste und ausgesuchteste Speise verdient als höchste Belohnung, die ein Ritter je erhalten hat. Dann verschwindet Josef und noch ganz gerührt setzen sich die Ritter zu Tisch.
7.5. Christus selbst zeigt den Gral und gibt Auftrag, ihn nach Sarras zu bringen. Heilung des Königs
Aus dem Heiligen Kelch entsteigt ein nackter überall blutender Mann und sagt: „Meine treuen Ritter und Söhne, die ihr schon mitten im irdischen Leben zu geistlichen Wesen geworden seid, ihr sollt jetzt meine Mysterien erkennen. Empfanget die heilige Nahrung, für die ihr so viel gelitten habt“. Daraufhin reicht er zuerst Galahad, der mit gefalteten Händen vor ihm kniet, die heilige Speise, dann auch allen anderen. Dann sagt er zu Galahad: „Was ich hier in Händen halte, ist die Schüssel, aus der Jesus Christus mit seinen Jüngern das Paschalamm aß. Es ist der Heilige Gral (mit Wortspiel auf das Verb agréer = zur Gnade dienen). Du siehst ihn hier. Noch deutlicher aber wirst du ihn im geistlichen Palast in Sarras sehen. Denn noch diese Nacht wird er Logres verlassen, wo er nicht geehrt wird, wie er es verdient, und wo die Menschen schlecht und verweltlicht sind. Geh also morgen ans Meer und mit deinen Gefährten Parzival und Bohort besteige wieder das Schiff, wo du das Schwert mit dem seltsamen Gehänge fandest. Vorher aber sollst du mit dem Blut der Lanze König Mehaignié heilen.“
Galahad erkundigt sich, warum nicht alle 11 mit ihm kommen sollen und erfährt, dass sie ausgesandt werden wie einst die Apostel, nämlich in verschiedene Richtungen. Dabei werden alle umkommen außer einem. Dann steigt der Mann wieder zum Himmel auf. Galahad heilt König Mehaignié, der sich in eine Zisterzienserabtei zurückzieht, wo er noch lange leben wird. Nachdem ihnen um Mitternacht die Stimme des Herrn befohlen hat aufzubrechen, erfahren sie noch, dass unter ihnen Claudin ist, Sohn des Gallierkönigs Claudas, dann trennen sie sich, nicht ohne dass Galahad ihnen aufgibt, am Artushof seinen Vater Lancelot zu grüßen.
7.6. Die Schiffsreise nach Sarras
Die drei Gefährten reiten zum Meer, finden das Schiff und entdecken mitten im Bett bereits den silbernen Tisch mit dem Heiligen Gral unter dem roten Seidenschleier. Lange segeln sie dahin. Galahad betet zu Gott, er möge ihn aus diesem Leben abrufen, sobald er ihn darum bitte. Gott sagt zu. Parzival, der mitgehört hat, erklärt, dass es ihm darum geht, dann zu sterben, wenn er wieder beim Betrachten der Gralsmysterien so in Glück und Süße getaucht ist wie in Corbenic.
Noch einmal insistiert der Erzähler auf der Schlechtigkeit der Logres-Bewohner, die sich des Grals unwürdig zeigten und ihn deshalb verloren. Nachdem sich Galahad auf Anstoß seiner Gefährten in das Bett gelegt hat, erkennt er beim Erwachen, dass sie in Sarras angekommen sind. Eine Stimme gibt ihnen auf, den silbernen Tisch in den Geistlichen Palast der Stadt zu tragen. Und auch das Schiff von Parzivals Schwester nähert sich. Als Galahad die Last zu schwer wird, bittet er einen lahmen Bettler, ihm zu helfen. Wie durch ein Wunder wird dieser geheilt und zeigt sich als kraftvoller Träger. Sie stellen den Tisch ab und holen auch noch die tote Schwester von ihrem Schiff zum Begraben ins Schloss.
7.7. Galahad wird König von Sarras
Der Ortsherr, König Escorant, ein grausamer Heide, sperrt die drei für ein Jahr ins Gefängnis, wo sie aber vom Gral gut ernährt werden. Da bittet Galahad Gott um seinen baldigen Tod. Escorant aber, der im Sterben liegt, lässt sie kommen, bittet um Verzeihung (was sie gewähren) und stirbt. Seine Untertanen, denen ein Nachfolger fehlt, werden von einer Stimme aufgefordert, den jüngsten der drei, Galahad, zu wählen. Und so geschieht es zu seinem großen Missfallen. Als König lässt Galahad zum Schutz des Grals eine goldene und edelsteinverzierte Arche errichten.
7.8. Galahads Tod. Die Himmelfahrt von Gral und Lanze
Genau ein Jahr später sehen Galahad und seine Gefährten vor dem Gral einen Bischof von großer Schönheit knien, der sich, von Engeln umgeben, an die Brust klopft. Er liest die Messe zu Ehren der glorreichen Mutter Gottes und lädt Galahad ein, im Moment der Wandlung in den Gral zu schauen. Als Galahad dies tut, beginnt er zu zittern und ruft zum Himmel: „Nun sehe ich die höchsten Mysterien. Lass mich, o Herr, in diesem Glücksgefühl sterben und in das himmlische Reich eingehen!“
Dann kommuniziert er, und der Bischof gibt sich als Josaphat, Sohn des Josef von Arimathäa, zu erkennen. Er wurde geschickt, um Galahad beizustehen, denn auch er hat die Gralsgeheimnisse sehen können und auch er ist jungfräulich geblieben. Galahad verabschiedet sich von Parzival und Bohort, und die Engel tragen seine Seele zum Himmel. Eine Hand kommt vom Himmel herunter, erfasst Gral und Lanze und kehrt in den Himmel zurück. Seitdem hat niemand sie mehr zu sehen bekommen.
7.9. Parzivals Tod, Bohorts Heimfahrt und Abfassung des Gralsbuchs
Die Gefährten beklagen Galahads Tod. Parzival wurde Mönch, lebte ein Jahr und drei Tage in einer Einsiedelei und starb. Bohort, der bei ihm geblieben war, ohne Mönch zu werden, lässt ihn im geistlichen Palast bei Galahad und seiner Schwester beisetzen und segelt vom Reich Babylon zurück nach Logres. Zu Pferd begibt er sich nach Camelot, wo er begeistert empfangen wird. Seine Erzählungen werden wie die aller anderen Ritter von den Schreibern des Königs Arthur aufgeschrieben und in die Bibliothek von Salisbury eingestellt. Von dort gelangen sie in die Hände von Magister Gautier Map, der daraus für König Heinrich Plantagenet sein Gralsbuch verfasst, das der König aus dem Lateinischen ins Französische übersetzen lässt. Hier schweigt der Erzähler. Die Abenteuer des Heiligen Gral sind beendet.

## Ausgaben (chronologisch)
- (altfranzösisch) Frederick James Furnivall (Hrsg.): La Queste del Saint Graal. In the French prose of <as is supposed>, Maistres Gautiers Map, or Walter Map. Written by him for the love of King Henry his Lord. Edited from mss. in the British Museum. London 1864.
- (altfranzösisch) Heinrich Oskar Sommer (Hrsg.): The vulgate version of the Arthurian romances edited from manuscripts in the British Museum. Washington: The Carnegie Institution. Vol. VI, Les aventures ou la queste del Saint Graal. La mort le roi Artus (1913). (archive.org)
- (altfranzösisch) Albert Pauphilet (Hrsg.): La Queste del Saint-Graal. Roman du XIIIe siècle. Champion, Paris 1923, 1949, 1975 (Les classiques français du Moyen Âge 33) 301 S.
- (neufranzösisch) Albert Béguin und Yves Bonnefoy (Hrsg.): La Quête du Graal. Éditions du Seuil, Paris 1958, 1965, 309 S.
- (englisch) Pauline Matarasso: The Quest of the Holy Grail. Penguin Random House 1969.
- (altfranzösisch) Alexandre Micha (Hrsg.): Lancelot, roman en prose du XIIIe siècle. 9 Bde. Droz, Genf 1978–1983.
  - (gekürzte Fassung, altfranzösisch und neufranzösisch) Lancelot. Roman du XIIIe siècle. 2 Bde. Union générale d'éditions, Collection 10/18, Série « Bibliothèque médiévale », Paris 1983–1984.
- (neufranzösisch) Emannuèle Baumgartner (Hrsg. und Übersetzer): La Quête du Saint-Graal. Champion, Paris 1983.
- (altfranzösisch) Fanni Bogdanow (Hrsg.):  La version post vulgate de la "Queste del saint Graal" et de la "Mort Artu". Troisième partie du "Roman du Graal". 5 Bde. Société des anciens textes français (SATF). Picard, Paris 1991–2001.
- (englisch) Norris J. Lacy (Hrsg.): Lancelot-Grail. The Old French Arthurian Vulgate and Post-Vulgate in Translation. 5 Bde.: Garland, New York 1993–1996.
  - Vo. 4: The quest for the Holy Grail  transl. by E. Jane Burns 1995 Originaltitel: Les aventures del Saint Graal; Romans de la Table ronde. 277 S. (=2010, Bd. 6)
  - Paperback edition, very lightly revised, 10 volumes by D.S. Brewer (Cambridge, UK), 2010.
- (mittelhochdeutsch und deutsch) Hans-Hugo Steinhoff (Hrsg.): Prosalancelot. Bd. 5: Die Suche nach dem Gral. Der Tod des Königs Artus. Nach der Heidelberger Handschrift Cod.Pal.germ.147, hg. v. Reinhold Kluge. (Übers. und kommentiert). Frankfurt a. M.: Deutscher Klassiker-Verlag 2004 (= Bibliothek des Mittelalters 18; Bibliothek deutscher Klassiker 190). ISBN 3-618-66180-0.
- (altfranzösisch und neufranzösisch) Fanni Bogdanow (Hrsg.): La Quête du saint Graal.  Paris: Librairie générale française, Le Livre de Poche, collection « Lettres gothiques »  (2006). 831 S.
- (altfranzösisch und neufranzösisch) Philippe Walter (Hrsg.): Le Livre du Graal. Band 3. Lancelot – La Seconde Partie de la quête de Lancelot – La Quête du saint Graal – La Mort du roi Arthur. Gallimard, Paris 2009 (Bibliothèque de la Pléiade, Bd. 554)